# リベレツ市電
リベレツ市電（チェコ語: Tramvajová doprava v Liberci）はチェコの路面電車。リベレツ市内の路線と近隣都市のヤブロネツ・ナド・ニソウを結ぶ都市間路線で構成されており、2021年現在はリベレツ＝ヤブロネツ・ナド・ニソウ公共交通会社によって運営が行われている。

## 歴史
現在のリベレツ市内に路面電車が開通したのはオーストリア＝ハンガリー帝国時代の1897年8月25日、都市名がライヒェンブルクであった時代の事だった。同市内は急坂が多く他都市で多く見られた馬車鉄道の導入が難しく、開通当初から当時最新鋭の交通機関であった路面電車が導入された経緯を持つ。
その後は急速に路線網の拡張が続き、1910年代には車庫の増築も実施された。第一次世界大戦中は徴兵による人員不足に輸送量の増大が重なり、車両不足や施設の荒廃が一時進んだものの、チェコスロバキア成立後は順次復旧し、1924年からは系統番号が設けられた他、同時期には路線の延伸も再度進められた。
第二次世界大戦を経て都市名がリベレツになった後、最初の大規模プロジェクトとなったのはリベレツから近隣都市のヤブロネツ・ナド・ニソウを結ぶ都市間路面電車であった。1947年から本格的な計画が始まり、1955年1月1日から両都市を結ぶ列車の運行が始まっている。また、同時期にはリベレツ市内の路面電車について折り返し用のループ線の整備や複線化工事も実施され、1970年代以降は施設の近代化が行われた。だがその一方、1960年には路線網の整理に伴い一部区間が廃止された他、1972年にはヤブロネツ・ナド・ニソウ市内の一部区間の廃止も実施された。車両については長年導入が続いた2軸車に代わり、1955年以降輸送力が高く高性能のタトラカーの導入が開始され、1962年までタトラT2が、同年以降1987年までタトラT3の継続的な導入が実施された。

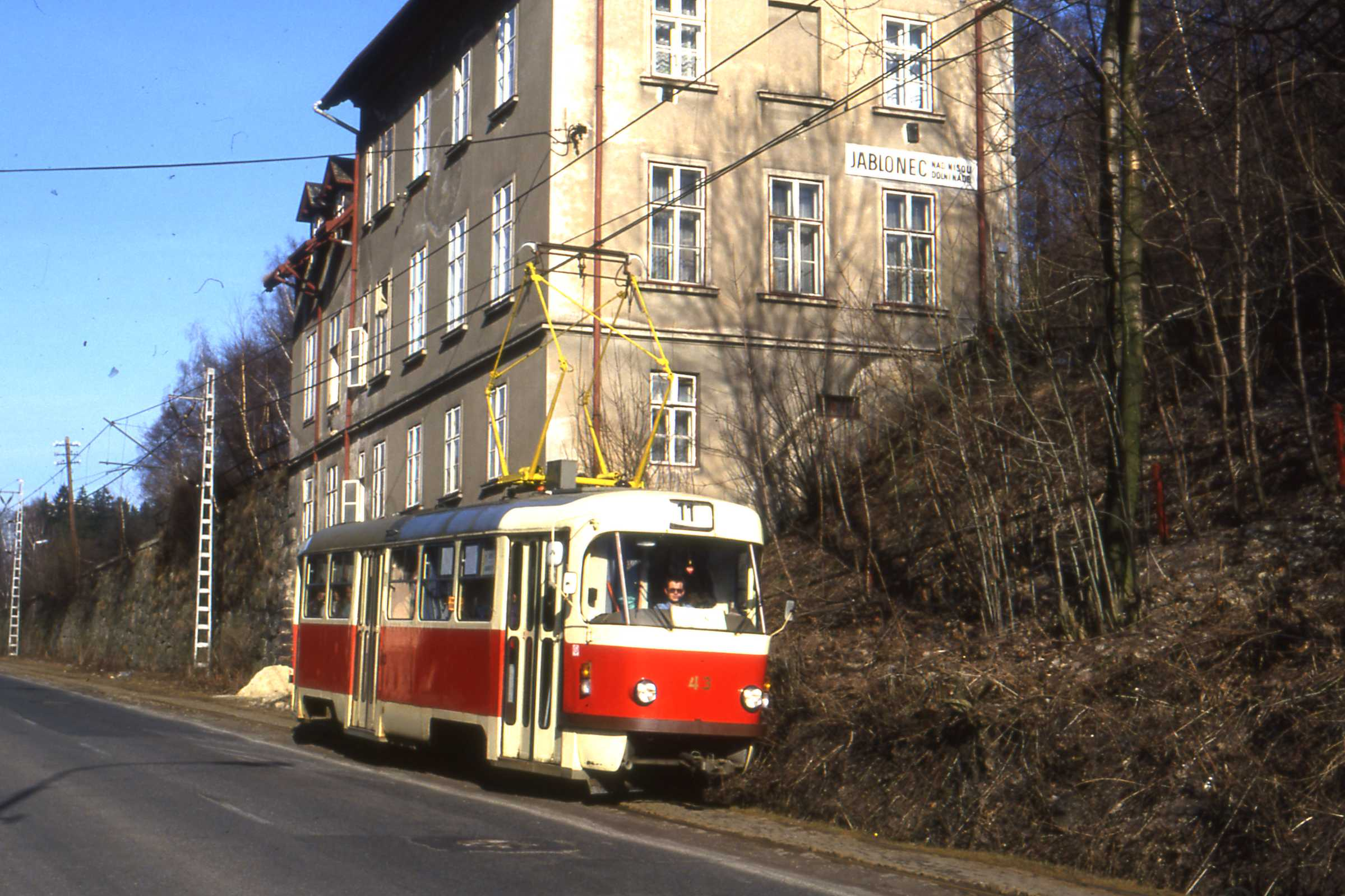
タトラT3は長期に渡って導入された（1994年撮影）

開通以降、これらのリベレツ市電の軌間は長らく1,000 mm（メーターゲージ）であったが、1980年代当時チェコスロバキアに残存していた路面電車路線はブラチスラヴァ市電（ブラチスラヴァ、現・スロバキア）（1,000 mm）を除いて1,435 mm（標準軌）となっていた事に加え、施設の老朽化が課題となっていた区間の近代化も求められていた。そこで、同年代に全線を1,435 mmへ改軌する事が決定し、チェコスロバキア末期の1990年に最初の1,435 mm軌間の運用が開始された。チェコ共和国成立後も順次改軌作業が進み、最後に残った11号線にあたるヤブロネツ・ナド・ニソウ方面の一部区間についても2021年7月18日に実施された特別運転を最後に一時的に営業運転を休止した。以降は改軌を含めた大規模な近代化工事が進められており、全区間の営業運転が再開されるのは2024年5月1日を予定している。一方でリベレツ市内の三線軌道についてはメーターゲージに対応した保存車両の運行のため今後も維持される事になっている。
その他の施設や車両についても近代化が進行しており、1995年にはリベレツ市電の全系統が停車するフィーグネロファ駅（Fügnerova）が路面電車や路線バスの総合ターミナルとして建て替えられた。2000年代以降はタトラT3に関する機器更新や車体更新による低床化が積極的に行われている他、線路や施設の再度の近代化も進行している。

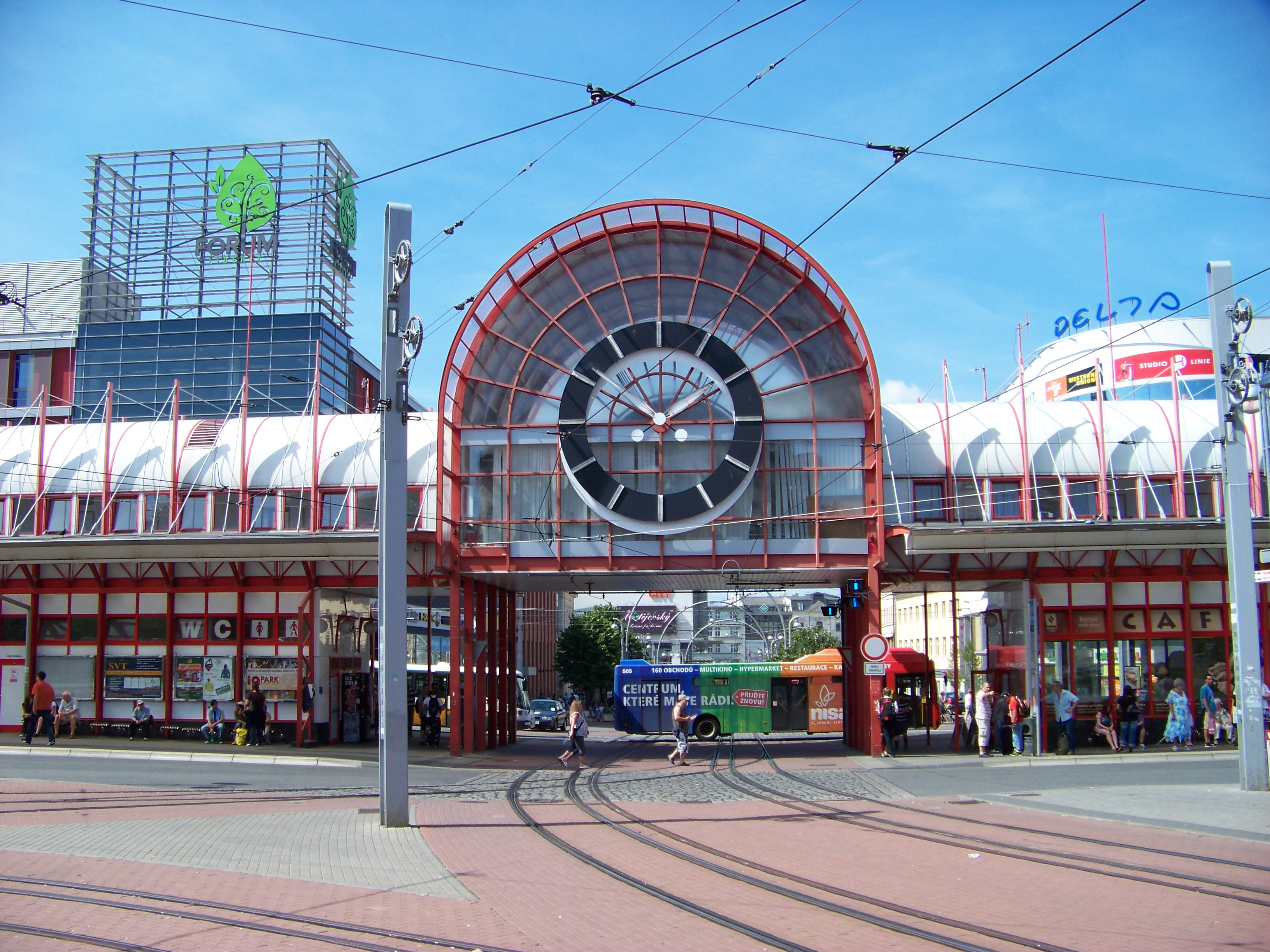
各種交通機関のターミナルであるフィーグネロヴァ駅（2012年撮影）
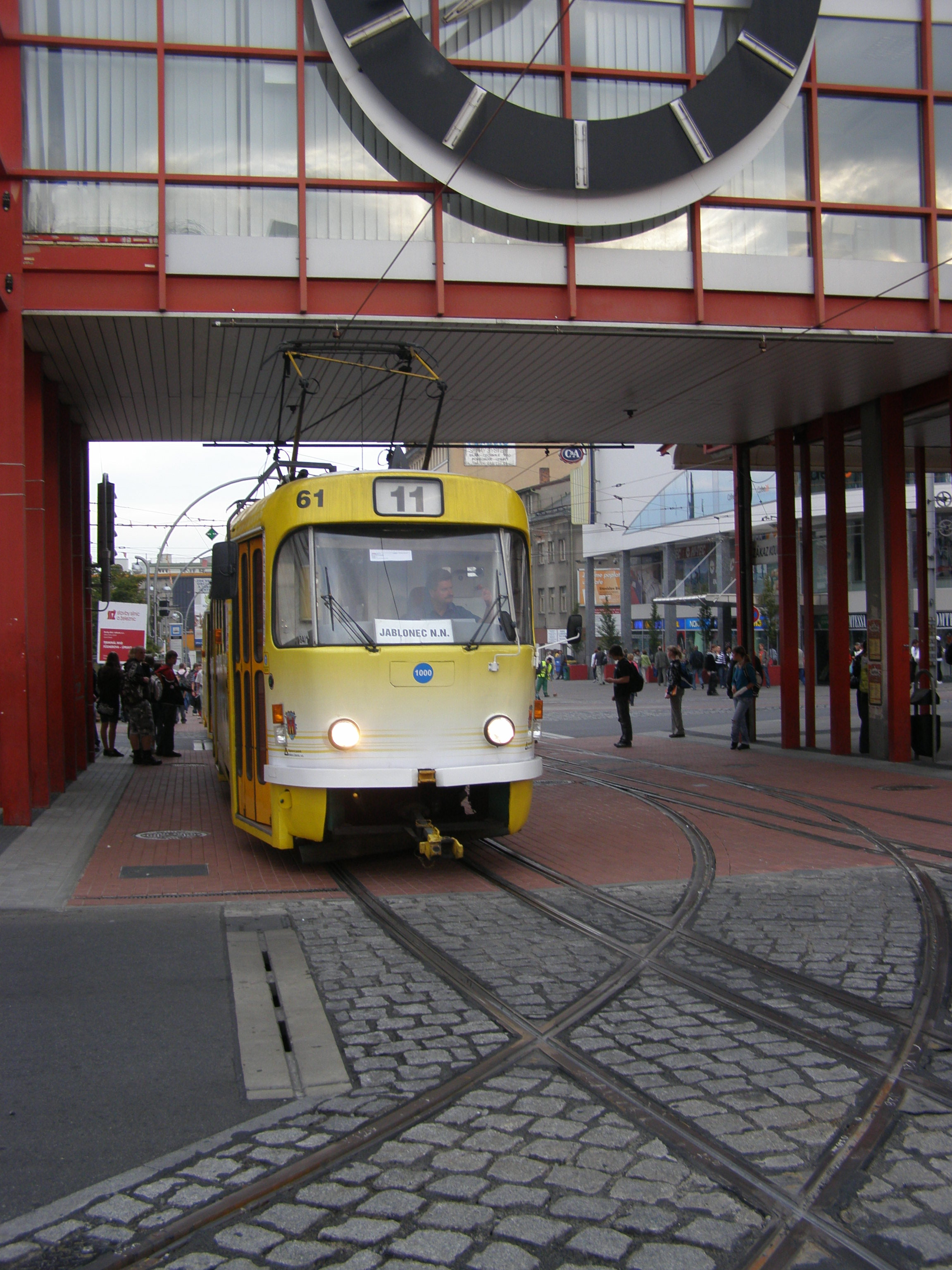
リベレツ市内の一部は三線軌道になっている（2008年撮影）
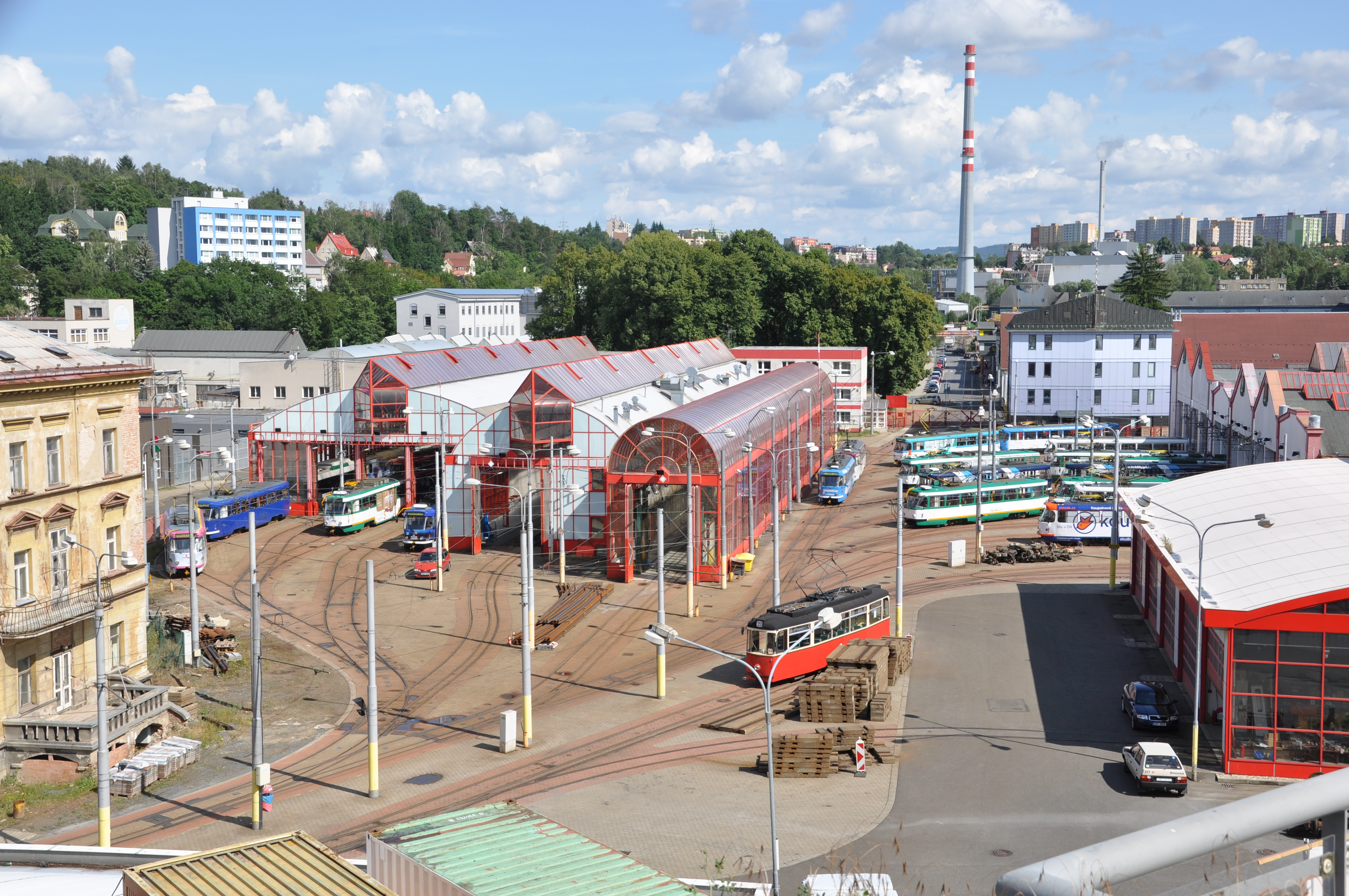
市電の車庫は2000年代に建て替えが行われた（2019年撮影）

## 路線
2021年6月現在、リベレツ市電には以下の4系統が設定されている。ただし前述の通り線路や施設の大規模な修繕工事のため一部区間で運休しており、代行バスが設定されている。
| 系統番号 | 起点            | 終点                         | 経由都市                          | 備考 |
| -------- | --------------- | ---------------------------- | --------------------------------- | ---- |
| 2        | Lidové sady-ZOO | Dolní Hanychov               | リベレツ                          |      |
| 3        | Lidové sady-ZOO | Horní Hanychov               | リベレツ                          |      |
| 5        | Viadukt         | Vratislavice n. N., výhybna  | リベレツ                          |      |
| 11       | Viadukt         | Jablonec n. N., Tyršovy sady | リベレツ ヤブロネツ・ナド・ニソウ |      |

路線図
2号線
3号線
5号線
11号線

## 車両
2023年現在、リベレツ市電で営業運転に使用されている車両は以下の通り。超低床電車のEVO2・1両を除いた全車両がタトラT3およびその改造形式で、1,000 mm、1,435 mm軌間双方が混在していた時期は前面窓下部に貼られたシールの色で区別が行われていた。
下記の車両以外にリベレツ市電にはボヴェラクラブ（Boveraclub, z.s.）が管理する保存車両が多数存在しており、一部は動態保存運転も行われている。また、1990年代にオストラヴァ市電から譲渡され、末期には世界最後のタトラT2の現役車両となっていたタトラT2Rについては2018年をもって営業運転を終了し、両車ともプラハ市電に動態保存用として再譲渡されている。
| 形式     | 形式          | 車種        | 両数 | 備考                            |
| -------- | ------------- | ----------- | ---- | ------------------------------- |
| タトラT3 | タトラT3SUCS  | ボギー車    | 4両  |                                 |
| タトラT3 | タトラT3M.04  | ボギー車    | 17両 | 機器更新車                      |
| タトラT3 | タトラT3R.P   | ボギー車    | 5両  | 機器更新車                      |
| タトラT3 | タトラT3R.PV  | ボギー車    | 12両 | 車体・機器更新車                |
| タトラT3 | タトラT3R.PLF | ボギー車    | 12両 | 車体・機器更新車 部分超低床電車 |
| タトラT3 | タトラT3R.SLF | ボギー車    | 16両 | 車体・機器更新車 部分超低床電車 |
| EVO2     | EVO2          | 2車体連接車 | 1両  | 超低床電車 試作車               |

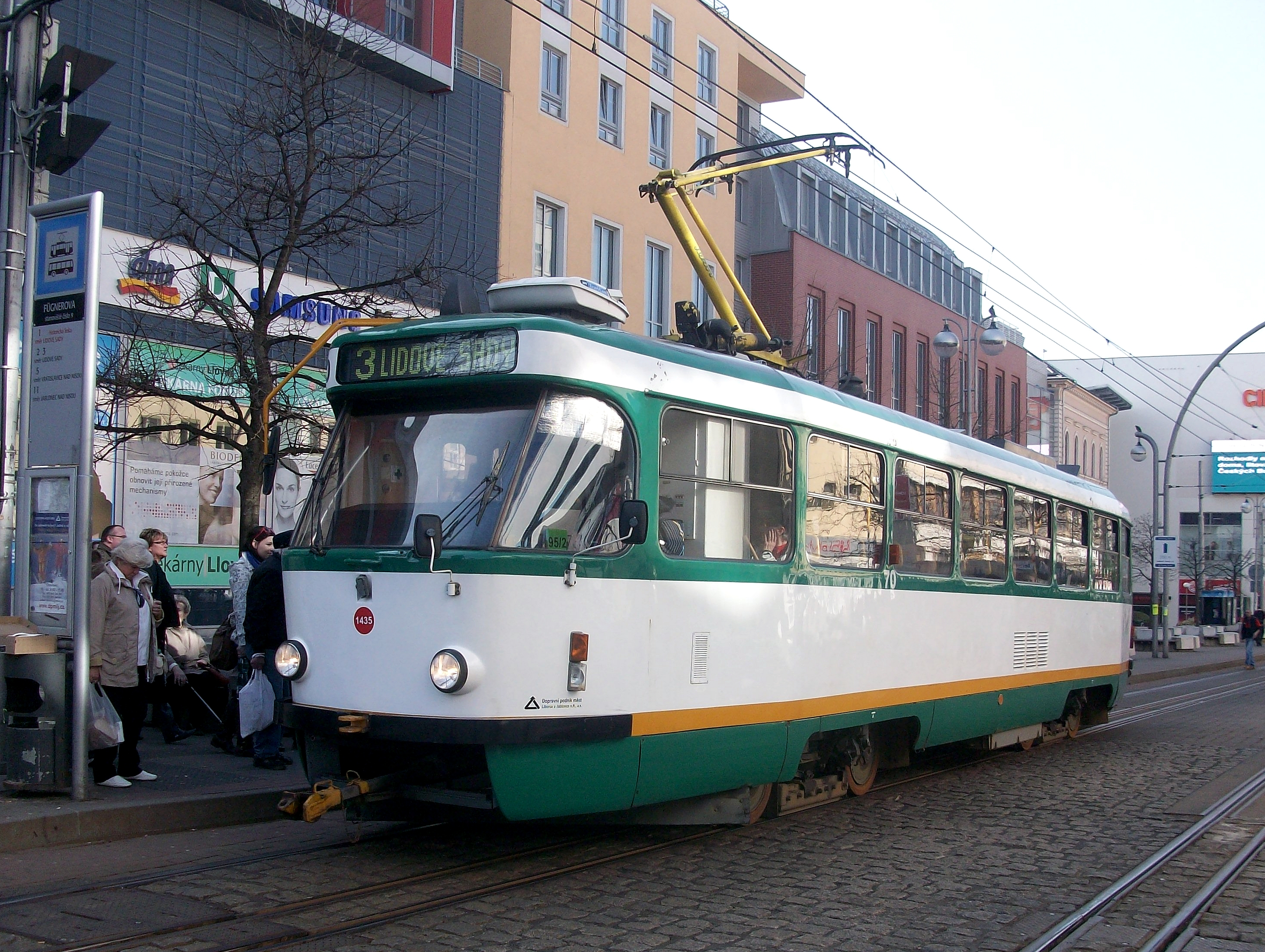
タトラT3M.04 （1,435 mm軌間用）
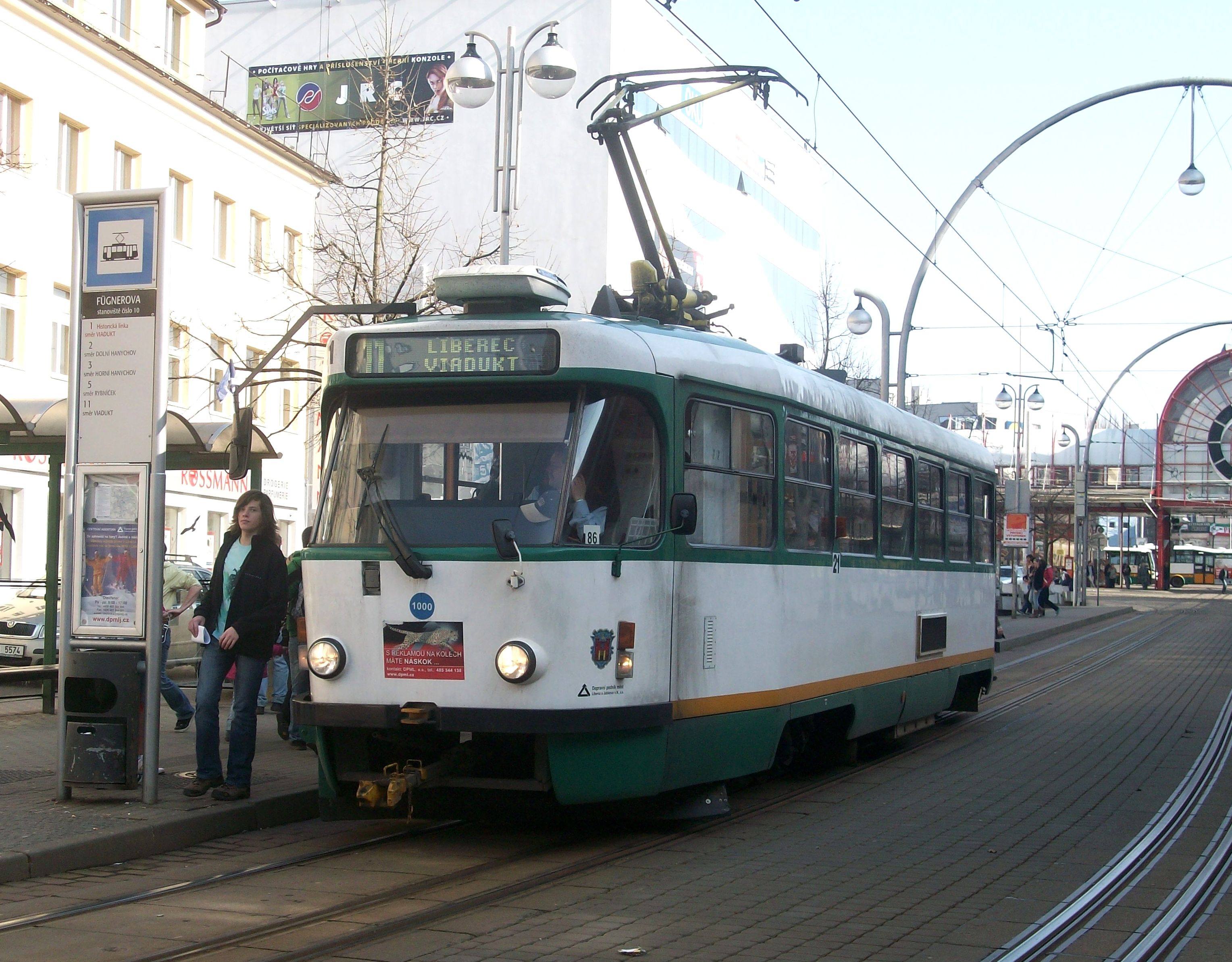
タトラT3R.PV （1,000 mm軌間用）
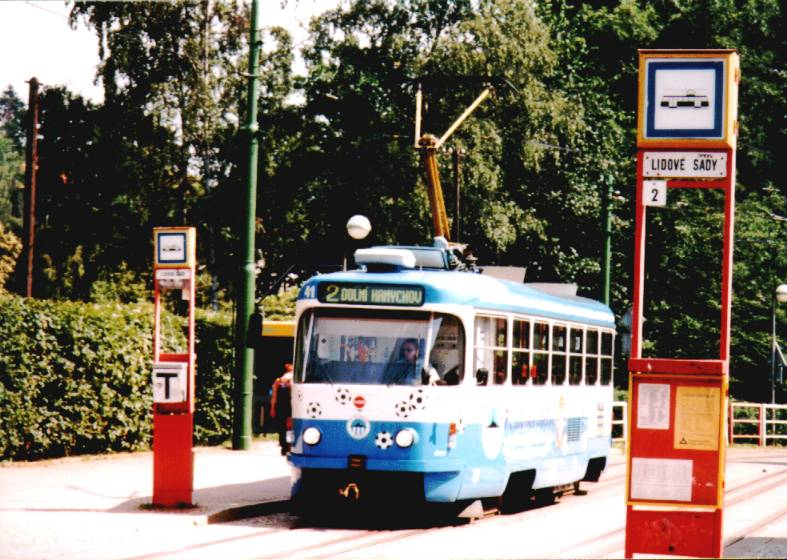
タトラT3R.PV （1,435 mm軌間用）
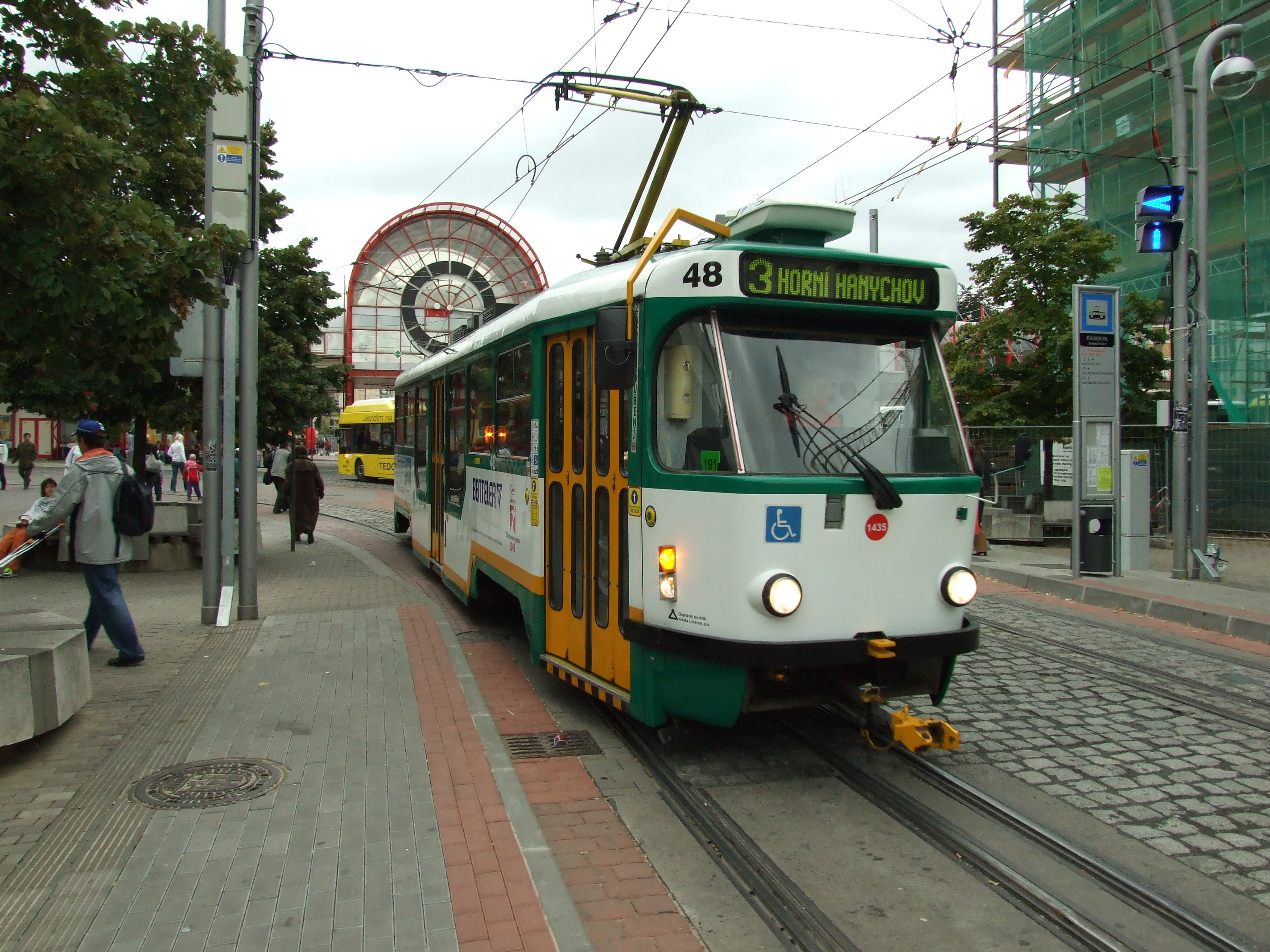
タトラT3R.PLF （1,435 mm軌間用）
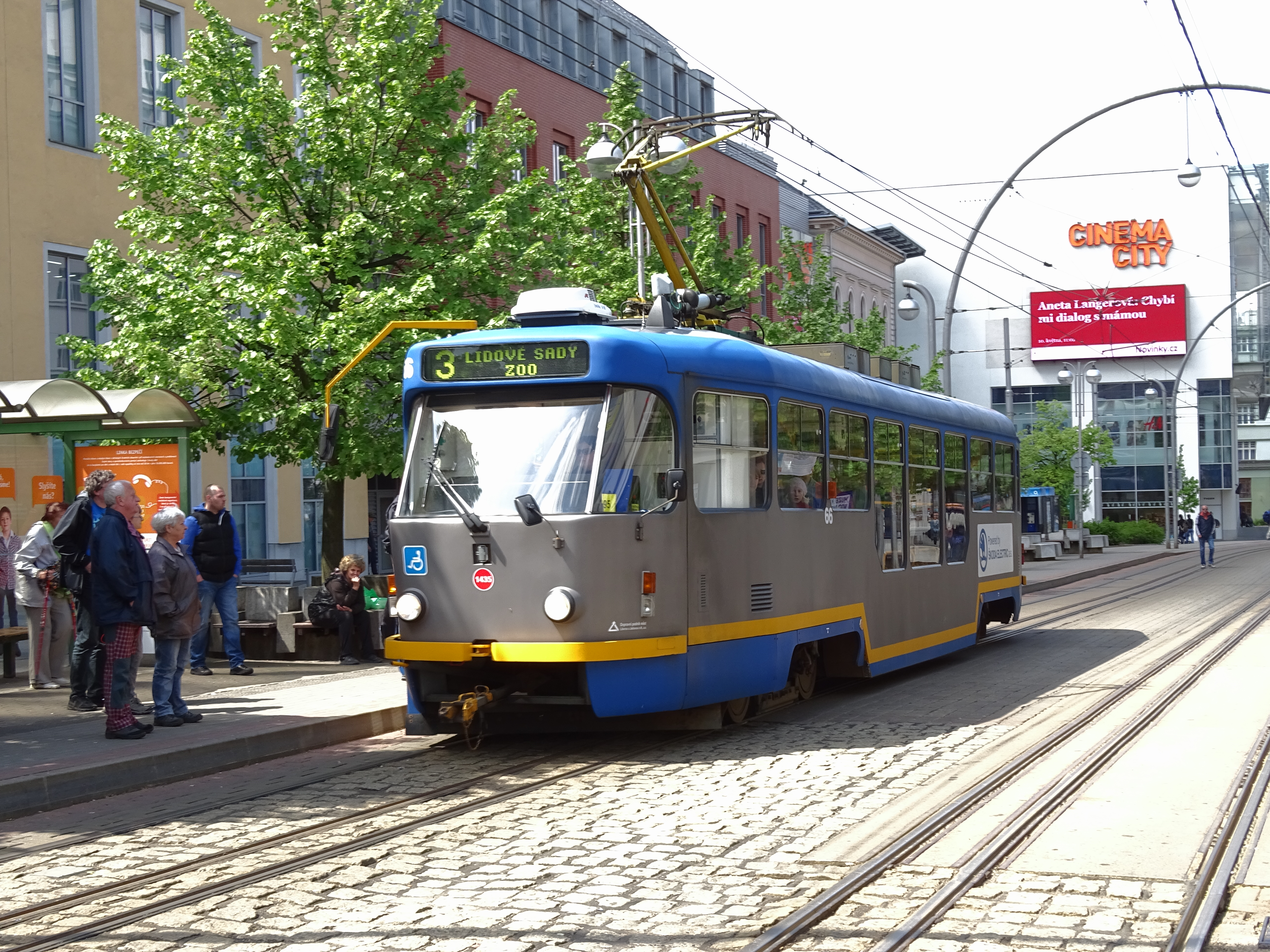
タトラT3R.SLF （1,435 mm軌間用）
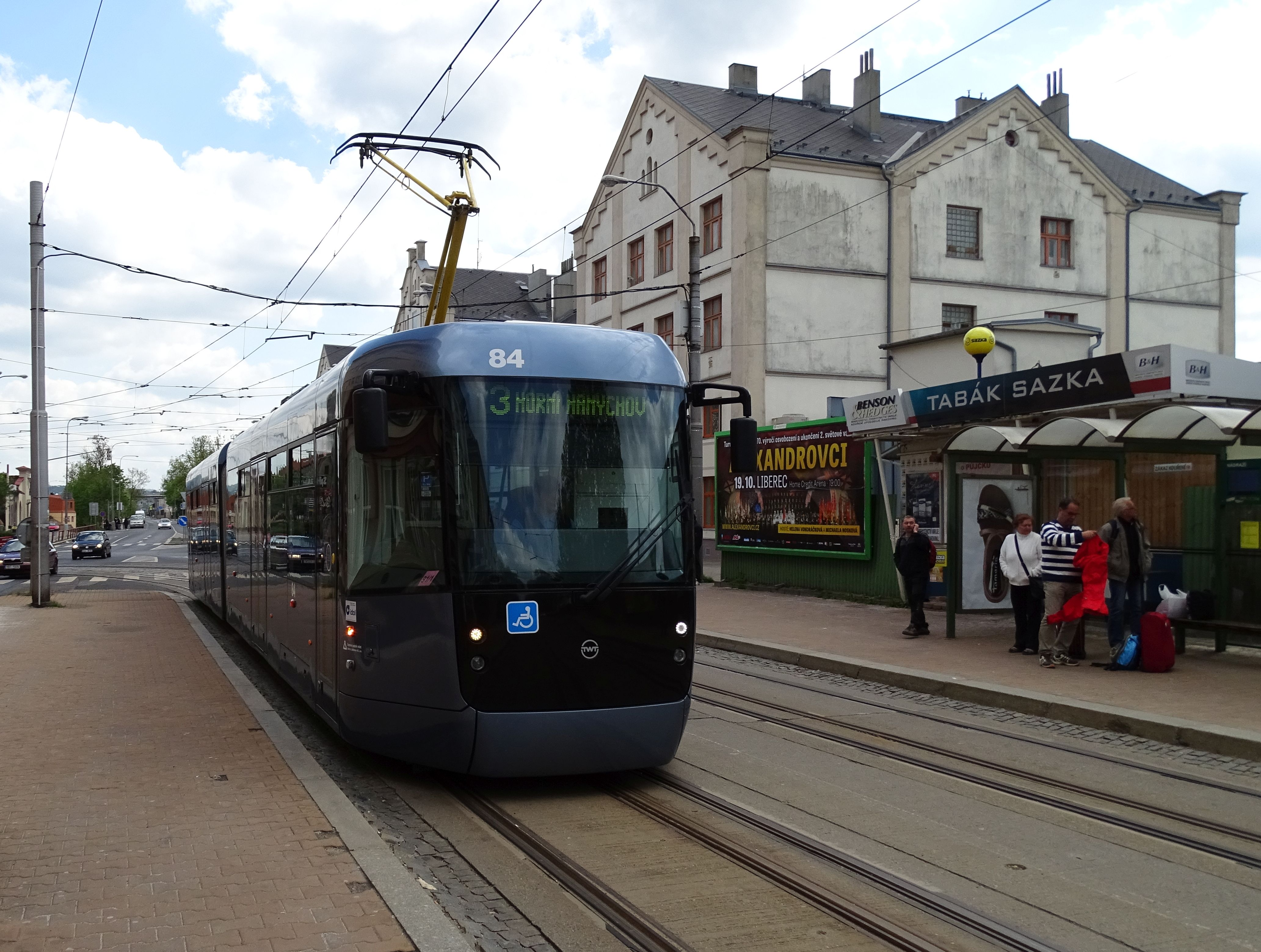
EVO2 （1,435 mm軌間用）
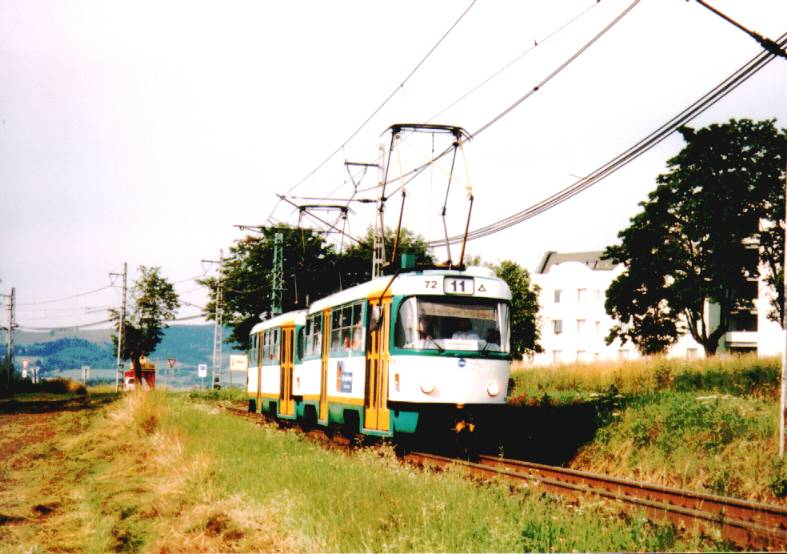
タトラT3 （1,000 mm軌間用）
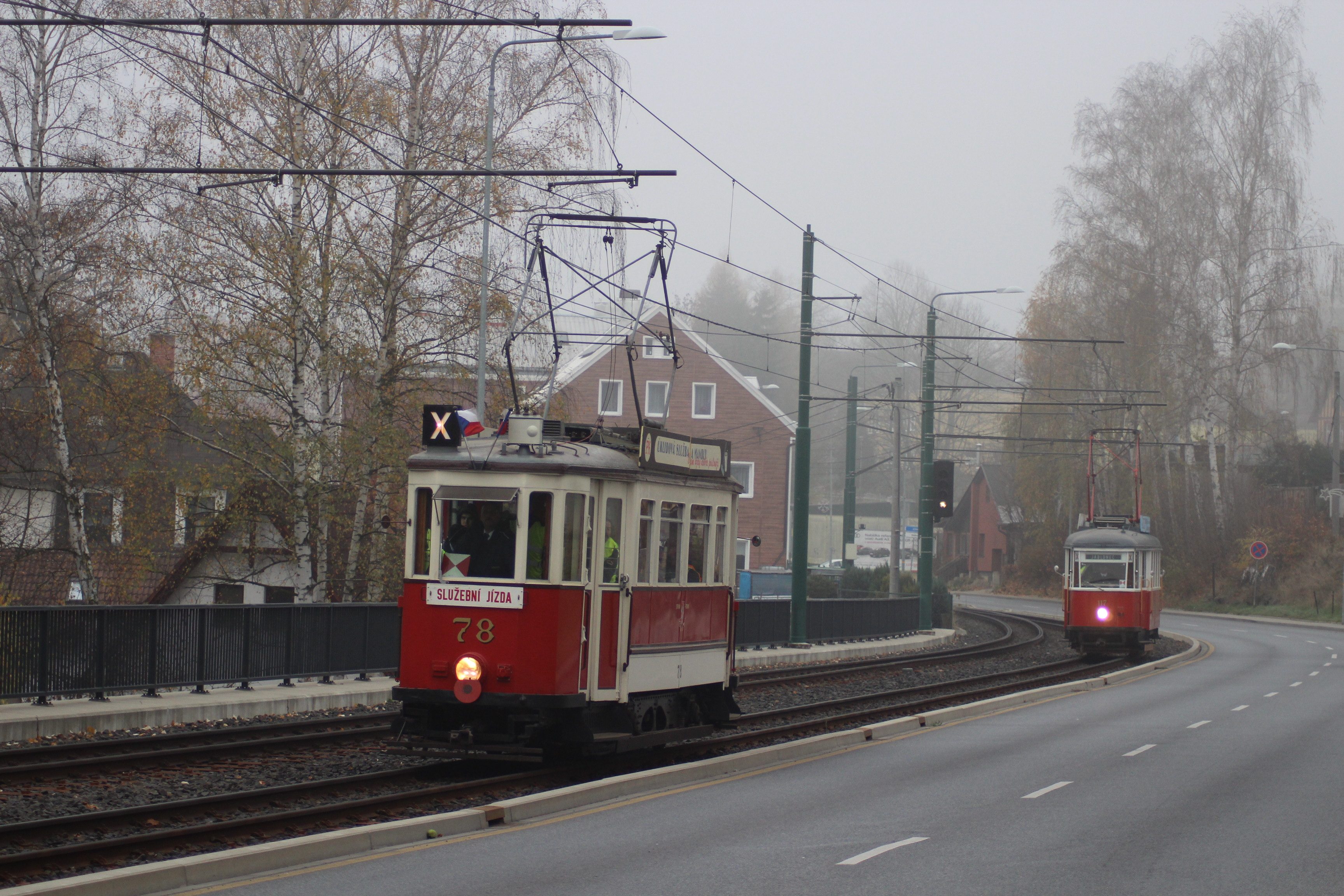
動態保存車両 （1,000 mm軌間用）